# 艾哈迈德市镇

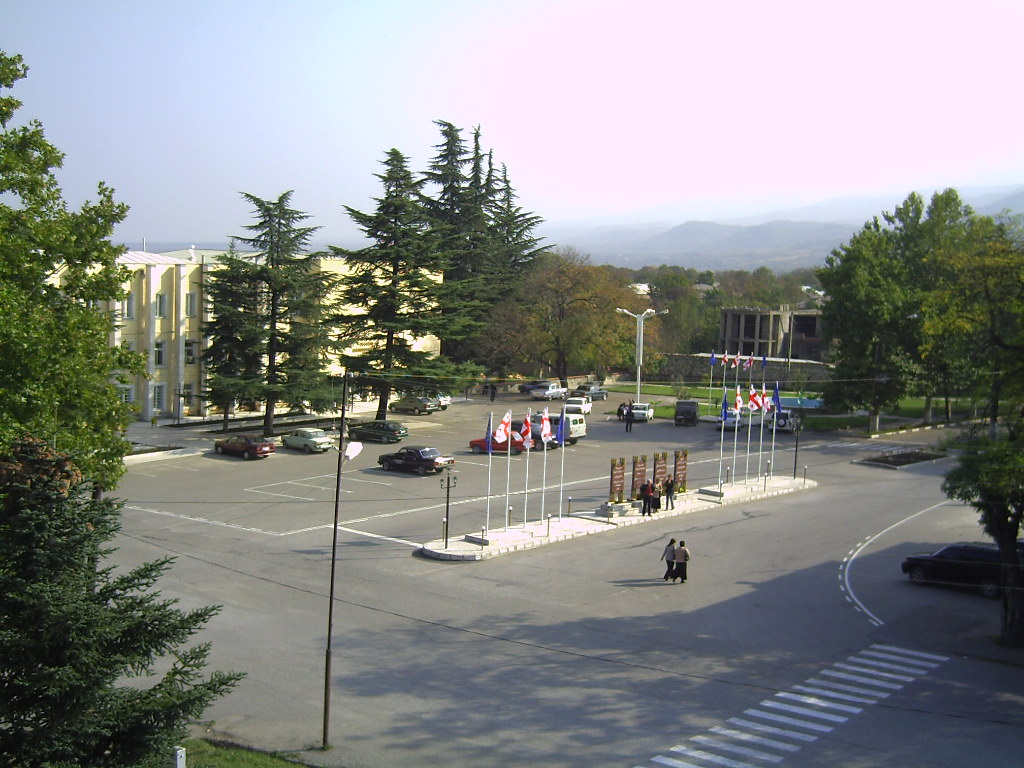

艾哈迈德市镇，是格魯吉亞東部卡赫蒂大区的市镇，行政中心为艾哈迈德。市镇面積为2,208平方公里，2014年人口数量为31,461人，人口密度每平方公里19人。